# Luiz Carlos Pereira
Luiz Carlos Pereira (* 6. März 1960 in São Paulo), auch als Pereira bekannt, ist ein ehemaliger brasilianischer Fußballspieler.

## Karriere
1992 wechselte er zum japanischen Verein Verdy Kawasaki. Der Verein spielte in der höchsten Liga des Landes, der J1 League. Mit dem Verein wurde er 1993 und 1994 japanischer Meister. Dort wurde ihm 1994 auch die Auszeichnung des J.League Fußballer des Jahres zuteil. Für den Verein absolvierte er 125 Erstligaspiele. 1996 wechselte er zum Zweitligisten Consadole Sapporo. 1997 wurde er mit dem Verein Meister der Japan Football League und stieg in die J1 League auf. Für den Verein absolvierte er 61 Ligaspiele. Ende 1998 beendete er seine Karriere als Fußballspieler.

## Erfolge
Verdy Kawasaki
- J1 League

Meister: 1993, 1994
Vizemeister: 1995
- J.League Cup

Sieger: 1992, 1993, 1994

## Auszeichnungen
- J.League Fußballer des Jahres: 1994